# Майкоп – Самурська – Сочі
Майкоп – Самурська – Сочі – трубопровід, споруджений для подачі газу до головного курортного регіону на кавказькому узбережжі Росії.
Газопровід, введений в експлуатацію у 1979 році, бере початок у Майкопі, куди ресурс надходить по реверсованому трубопроводу Ростов – Майкоп. Певний час він також транспортував продукцію невеликого Самурського газового родовища. 
Довжина газопроводу становить 220 км, при цьому траса проходить у важких гірських умовах з перепадом висот до 2200 метрів. Під час будівництва довелось облаштувати біля чотирьохсот переходів через річки та вибрати 5 млн м3 скельного грунту. 
Газопровід Майкоп – Сочі виконаний в діаметрі труб 700 мм та розрахований на робочий тиск у 5,5 МПа. Втім, станом на кінець 2010-х останній показник не перевищував 3 МПа, що, зокрема, стало причиною реконструкції Майкопської компресорної станції.
Можливо відзначити, що на початку 2010-х в межах підготовки до літньої Олімпіади 2014 року створили другий маршрут поставки блакитного палива у Сочі за допомогою офшорного газопроводу Джубга – Сочі.